# Догалаков, Амантай Айтмырзаевич
Аманта́й Айтмырза́евич Догала́ков (род. 9 января 1946, Жанасемейский район, Семипалатинская область) — казахстанский ветеринар, партийный и государственный деятель; депутат Верховного Совета Казахской ССР XII созыва (1990—1993).

## Биография
Родился 9 января 1946 года в селе Сарбулак Жанасемейского района Семипалатинской области.
С 1963 года, окончив Знаменскую среднюю школу-интернат, работал учителем начальной школы села Чинжи (Шынжы) Жанасемейского района. В 1973 году окончил Семипалатинский зооветеринарный институт по специальности «ветеринария». Работал в Жанасемейском районе: начальником дезотряда районной ветеринарной станции (1973—1975), главным ветеринарным врачом колхоза имени К.Маркса (с 1976), заместителем председателя колхоза имени К.Маркса (с 1978), директором совхоза «Жанасемейский» (1981—1991).
В 1991 году — первый секретарь Жанасемейского райкома КПСС.
В 1990—1993 годы являлся депутатом Верховного Совета Казахской ССР XII созыва; одновременно в 1992—1994 годы возглавлял Жанасемейскую районную администрацию.
С апреля 1994 года работал в администрации Семипалатинской области: заместитель председателя территориального комитета по госимуществу, председатель комитета по земельным отношениям и землеустройству, начальник земельной инспекции (1997—2002). В 2002—2009 годы — начальник управления сельского хозяйства города Семей. В 2009 году вышел на пенсию.
В 2009—2012 годы — заместитель директора по хозяйственной части городского дома культуры (Семей), с 2012 — председатель городского Совета ветеранов.

## Избранные труды
- Догалаков А.[К 2] Служение людям и родной земле // Вести Семей. — 2013. — 30 апреля. — С. 6.

## Награды
- Орден «Дружба народов»
- орден «Курмет» (2016)[1] — за вклад в социально-экономическое и культурное развитие страны, активную общественную деятельность и большой вклад в развитие сельского хозяйства[2];
- медали:
  - 10 лет независимости Республики Казахстан[1],
  - 10 лет Конституции Республики Казахстан[1],
  - 10 лет Астане,
  - 50 лет Целине[1],
  - 10 лет Парламенту Республики Казахстан;
- Почётная грамота президента Республики Казахстан (2016)[2];
- Грамота акима Восточно-Казахстанской области — за долголетний, безупречный труд и большой вклад в развитие сельскохозяйственного производства[5]
- Почётный гражданин Восточно-Казахстанской области (13.12.2017) — за активное участие в ветеранском движении[1];
- нагрудный знак «Отличник образования Казахской ССР»[1].

## Комментарии
1. ↑  Ныне — территория Абайской области, Казахстан.
2. ↑  Председатель Совета ветеранов войны и труда и Вооруженных сил г. Семей.